# Vaccí d'ARN
Un vaccí d'ARN o vacuna d'ARN és un tipus de vaccí que fa servir una còpia artificial d'un ARNm natural per a produir una resposta immunitària adaptativa. El vaccí transfecta molècules d'ARN sintètic a cèl·lules humanes. Una volta a l'interior de les cèl·lules, l'ARN del vaccí funciona com un ARNm, i fa que les cèl·lules construeixin un proteïna estranya que normalment seria produïda per un patogen (com un virus) o per una cèl·lula cancerosa.
La molècula de ARNm sol contenir-se en un vehicle de distribució de fàrmacs, com ara nanopartícules lipídiques pegilades, per protegir les fràgils cadenes de ARNm i ajudar a la seva absorció a les cèl·lules humanes.
La reactogenicitat, la propietat d'un vaccí de poder produir reaccions adverses comunes, "esperades", és semblany a la dels vaccins convencionals que no són d'ARN. Les persones susceptibles d'una resposta autoimmunitària poden tenir una reacció adversa als vaccins contra l'ARN. Els avantatges dels vaccins d'ARN sobre els vaccins tradicionals amb proteïnes inclouen la velocitat de producció superiors, un menor cost de producció, i la inducció d'immunitat cel·lular, així com la immunitat humoral. Un desavantatge és que la fragilitat de la molècula d'ARNm requereix distribució de la cadena de fred i emmagatzematge a baixa temperatura, i pot perjudicar l'eficàcia efectiva a causa d'una dosificació inadequada quan la molècula es degrada abans de la injecció, perquè la cadena de fred falla.
El gener del 2021, es van autoritzar dos nous vaccins d'ARNm com a vaccins contra la covid-19 (després d'haver completat el període de vuit setmanes requerit després dels assaigs humans finals): l'mRNA-1273 de Moderna i tozinameran d'una associació BioNTech/Pfizer. El 2 de desembre de 2020, l'Agència de Regulació de Medicaments i Productes Sanitaris (MHRA) del Regne Unit es va convertir en el primer regulador de medicaments de la història en aprovar un vaccí d'ARNm, autoritzant el vaccí tozinameran de BioNTech/Pfizer per a "un ús generalitzat" contra la COVID-19.
L'ús d'ARN en vaccins ha estat la base d'una desinformació substancial que es fa circular a través de les xarxes socials, afirmant erròniament que l'ús d'ARN modifica d'alguna manera l'ADN d'una persona, o posant l'accent en dades de seguretat amagades o desconegudes d'aquesta tecnologia, tot ignorant l'acumulació més recent d'evidències d'assaigs amb desenes de milers de persones.

## Mecanisme

Una il·lustració del mecanisme d'acció de la vacuna d'ARNm

Les vacunes d'ARNm funcionen d'una manera molt diferent a la vacuna tradicional. Les vacunes tradicionals estimulen la resposta dels anticossos injectant a un ésser humà antígens (proteïnes o pèptids), o un virus atenuat, o un vector víric que codifica l'antigen. Aquests ingredients es preparen i es cultiven fora del cos humà. En canvi, les vacunes d'ARNm insereixen un fragment creat sintèticament de la seqüència d'ARN d'un virus directament a les cèl·lules humanes (inserció coneguda com a transfecció), que fa que les cèl·lules produeixin els seus propis antígens virals. Aquests antígens produïts per les cèl·lules humanes estimulen una resposta immunitària adaptativa d'una manera equivalent a com tindria la injecció directa de l'antigen (tipus proteïna o pèptid): mitjançant la producció de nous anticossos que s'uneixen a l'antigen i activen els limfòcits T que reconeixen els pèptids específics presentats pel complex d'histocompatibilitat principal (MHC). La importància d'utilitzar ARNm per fer que les cèl·lules humanes produeixin l'antigen és que l'ARNm és molt més fàcil de produir que les proteïnes de l'antigen o el virus atenuat.
Les vacunes d'ARNm no afecten ni reprogramen l'ADN dins de la cèl·lula: el fragment sintètic d'ARNm és una còpia de la part específica d'un virus ARN que conté les instruccions per construir l'antigen del virus (la proteïna S, en el cas del vacunes d'ARNm del coronavirus); aquesta idea equivocada es va convertir en una teoria de la conspiració desacreditada sobre les vacunes contra l'ARNm, ja que les vacunes d'ARNm contra la COVID-19 van tenir protagonisme públic.
Tanmateix, l'ARNm s'hauria de degradar a les cèl·lules després de produir la proteïna estranya, ja que la formulació específica (inclosa la composició exacta del recobriment de nanopartícules lipídiques pel lliurament dels fàrmacs o l'ARN) és confidencial pels fabricants de les vacunes candidates d'ARNm.
La rapidesa de disseny i producció és un avantatge important de les vacunes d'ARNm; Moderna va dissenyar la seva vacuna MRNA-1273 en 2 dies. Un altre avantatge de les vacunes d'ARN és que, ja que els antígens es produeixen a l'interior de la cèl·lula, estimulen la immunitat cel·lular, així com la immunitat humoral.

## Avantatges respecte a les vacunes d'ADN
A més de compartir els avantatges de les vacunes d'ADN sobre les vacunes de proteïnes, la vacunació d'ARN ofereix altres avantatges que la converteixen en una alternativa més viable a les vacunes d'ADN. Algunes d'aquests es detallen a continuació.
- L'ARNm es tradueix al citosol. Per tant, no cal que l'ARN entri al nucli cel·lular i s'evita el risc d'integració al genoma hoste.[2]
- Es poden incorporar nucleòsids modificats (per exemple, pseudouridines, nucleòsids 2'-O-metilats) a l'ARNm per tal de suprimir l'estimulació de la resposta immunitària per evitar la degradació immediata i produir un efecte més persistent gràcies a la capacitat de traducció millorada.[18][19][20]
- El marc obert de lectura (ORF) i les regions no traduïdes (UTR) de l'ARNm es poden optimitzar per a diferents propòsits (que és un procés anomenat enginyeria de seqüències d'ARNm), per exemple enriquint el contingut en guanina-citosina o escollint UTR específiques coneguts per augmentar la traducció.[21]
- Es pot afegir una codificació ORF addicional per a un mecanisme de replicació per amplificar la traducció de l'antigen i, per tant, la resposta immunitària, disminuint la quantitat de material de partida necessari.[22][23]

## Efectes i riscos adversos
- La cadena d'ARNm de la vacuna pot provocar una reacció immunitària no desitjada. Per minimitzar-ho, les seqüències de vacuna d'ARNm estan dissenyades per imitar les produïdes per cèl·lules dels mamífers (per exemple, cèl·lules de mico).[24]
- Una possible preocupació podria ser que algunes plataformes vacunals basades en l'ARNm indueixin respostes potents d'interferó de tipus I, que s'han associat no només amb inflamacions, sinó també potencialment amb autoimmunitat. Per tant, la identificació d'individus amb un major risc de reaccions autoimmunitàries abans de la vacunació amb ARNm hauria de permetre prendre precaucions raonables.[25]